# Jāmīshān-e Soflá
Jāmīshān-e Soflá (persiska: جامیشان سفلى) är en ort i Iran.   Den ligger i provinsen Kermanshah, i den nordvästra delen av landet, 400 km väster om huvudstaden Teheran. Jāmīshān-e Soflá ligger 1 424 meter över havet och antalet invånare är 150.
Terrängen runt Jāmīshān-e Soflá är kuperad.Runt Jāmīshān-e Soflá är det ganska tätbefolkat, med 60 invånare per kvadratkilometer. Närmaste större samhälle är Mīān Rāhān, 6,9 km söder om Jāmīshān-e Soflá. Trakten runt Jāmīshān-e Soflá består till största delen av jordbruksmark.